# Der Mann im Schilf
Pour plus de détails, voir Fiche technique et Distribution.
Der Mann im Schilf (en français, L'Homme dans les roseaux) est un film allemand réalisé par Manfred Purzer sorti en 1978.
Il s'agit d'une adaptation du roman de George Saiko.

## Synopsis
Autriche, 1934. Après trois années de fouilles archéologiques à Héraklion, le jeune archéologue Robert retourne chez lui à Salzbourg. Il trouve le pays profondément modifié par les tensions politiques et sociales. La raison de son retour est son mariage avec Hanna alors qu'il est amoureux de Loraine, l'épouse de son employeur britannique, Sir Gerald. Tout éclate avec le putsch de juillet. Hanna n'est pas non plus satisfaite de sa relation, elle veut sauver ce qui peut l'être et demande Robert d'aller à l'hôtel d'un château isolé à proximité d'un lac envahi par des roseaux.
L'idylle devrait renaître alors que la politique mondiale semble éloignée : Les villageois et les clients pâtissent également des conflits armés, du feu croisé des opposants politiques, d'un côté les putschistes nazis et de l'autre les défenseurs de la souveraineté autrichienne, l'Heimwehr. Dans cette tempête, un sourd-muet inoffensif manque d'être lynché. Robert le défend et paraît ainsi avoir un engagement politique. Pour avoir un bouc émissaire, l'archéologue invente un « homme dans les roseaux » de mauvais augure, un fantôme de son inspiration, une des créatures fantastiques annonciatrices de la mort. Mais Hanna est elle aussi prise dans le pressoir des troubles politiques.

## Fiche technique
- Titre : Der Mann im Schilf
- Réalisation : Manfred Purzer assisté de Gabriela Zerhau
- Scénario : Manfred Purzer
- Musique : Erich Ferstl
- Direction artistique : Peter Rothe
- Costumes : Charlotte Flemming, Egon Strasser
- Photographie : Charly Steinberger (de)
- Son : Peter Beil
- Montage : Peter Przygodda
- Production : Luggi Waldleitner
- Sociétés de production : Roxy Film, Bayerischer Rundfunk
- Société de distribution : Neue Constantin Film
- Pays d'origine :  Allemagne de l'Ouest
- Langue : allemand
- Format : Couleurs - 1,66:1 - Mono - 35 mm
- Genre : Drame
- Durée : 113 minutes
- Dates de sortie :
  -  Allemagne de l'Ouest : 31 octobre 1978.

## Distribution
- Jean Sorel : Robert
- Erika Pluhar : Hanna
- Nathalie Delon : Loraine
- Bernhard Wicki : Sir Gerald
- Heinrich Schweiger : Mostbaumer
- Kurt Weinzierl (de) : Schemnitzky
- Karl Renar (de) : Sedlak
- Heinz Bennent : Felix
- Tilo Prückner : Le vagabond
- Rudolf Schündler : Le prêtre
- Franz Gary : Florian

## Source de la traduction
- (de) Cet article est partiellement ou en totalité issu de l’article de Wikipédia en allemand intitulé « Der Mann im Schilf » (voir la liste des auteurs).